# Idiopsar
Idiopsar és un gènere d'ocells de la família dels tràupids (Thraupidae).

## Taxonomia
Segons la Classificació del Congrés Ornitològic Internacional (versió 14.2, 2024) aquest gènere està format per 4 espècies:
- Frigil dorsi-rogenc (Idiopsar dorsalis Cabanis, 1883)
- Frigil gorjablanc (Idiopsar erythronotus Philippi & Landbeck, 1861)
- Diuca alablanca (Idiopsar speculifer d'Orbigny & Lafresnaye, 1837)
- Frigil cuacurt (Idiopsar brachyurus Cassin, 1867)